# Redouane Halhal
Redouane Halhal (en arabe : رضوان حلحل), né le 5 mars 2003 à Montpellier en France, est un footballeur marocain qui joue au poste de défenseur central au KV Malines.

## Biographie

### Carrière en club

#### Formation à Montpellier (2012-2023)
Né à Montpellier, Redouane Halhal commence à jouer dans son quartier de La Paillade, avant d'intégrer le centre de formation du Montpellier HSC en 2015.
Il est régulièrement convoqué avec le groupe professionnel dès la saison 2021-22 où Olivier Dall'Oglio le décrit comme un défenseur « solide, rugueux, très efficace dans les airs », malgré sa jeunesse.
Apparaissant encore sur les feuilles de match de Ligue 1 la saison suivante, il s'illustre surtout avec l'équipe reserve en National 3, alors que situation à Montpelier est surtout liées à son refus de signer son premier contrat professionnel, attirant déjà les convoitises de plusieurs clubs en Ligue 1 et à l'étranger,,,.

#### Atlético Madrid (depuis 2023)
Le 26 décembre 2023, il s'engage pour deux saisons à l'Atlético de Madrid. Il rejoint dans un premier temps l'équipe B évoluant en D3 espagnole.

### Carrière en sélection
Redouane Halhal est international marocain en équipes de jeunes, ayant notamment joué avec les moins de 20 ans à partir de 2022 et un match amical contre la Roumanie.
En juin 2023, il est sélectionné pour la Coupe d'Afrique des nations avec les moins de 23 ans,.
Commençant la compétition comme titulaire, Redouane Halhal permet notamment aux siens de se qualifier pour les Jeux olympiques de Paris en éliminant le Mali en demi-finale,,. Le Maroc affronte ensuite l'Égypte en finale,,. La finale est remportée par le Maroc contre l'Égypte olympique grâce à un but en prolongation d'Oussama Targhalline (victoire, 2-1),.

## Statistiques

### En sélection marocaine
Le tableau suivant liste les rencontres de l'équipe du Maroc U23 des catégories des jeunes dans lesquelles Redouane Halhal a été sélectionné depuis le 15 juin 2023.
| Catégorie | Date         | Lieu  | Adversaire | Résultat | Minutes | Compétition  | Buts | Passes | Capitaine | Club            |
| --------- | ------------ | ----- | ---------- | -------- | ------- | ------------ | ---- | ------ | --------- | --------------- |
| Maroc U23 | 15 juin 2023 | Rabat | Mauritanie | 4 – 1    | -       | Match amical | 0    | 0      | Non       | Montpellier HSC |
| Maroc U23 | 19 juin 2023 | Rabat | Zambie     | 3 – 1    | -       | Match amical | 0    | 0      | Non       | Montpellier HSC |
| Maroc U23 | 24 juin 2023 | Rabat | Guinée     | 2 – 1    | 64 min  | CAN U23      | 0    | 0      | Non       | Montpellier HSC |
| Maroc U23 | 30 juin 2023 | Rabat | Congo      | 1 – 0    | 90 min  | CAN U23      | 0    | 0      | Non       | Montpellier HSC |

## Palmarès
Maroc -23 ans
- Coupe d'Afrique des nations :
  -  Vainqueur : 2023.